# Henriëtte Kriebel
Henriëtte Kriebel (Amsterdam, 16 februari 1869 – Rotterdam, 19 mei 1921) was onderwijzeres aan een fröbelschool (kleuterschool) in Rotterdam. Zij gaf twee bundels met kinderliedjes uit.

## Leven en werk
Henriëtte Kriebel was de dochter van Hendrik Kriebel (een reiziger) en Carolina Johanna Snoer (een onderwijzeres). Ze bleef haar hele leven ongehuwd.
Zij werd directrice van een fröbelschool in Rotterdam (in een overlijdensadvertentie ook genoemd: hoofd van een openbare bewaarschool).

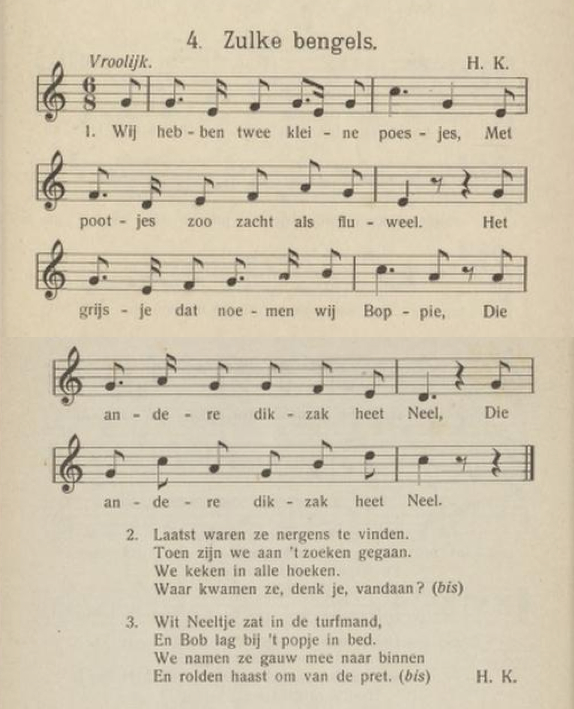
Kinderliedje 'Wij hebben twee kleine poesjes'. Tekst en muziek van Kriebel. In: Voor onze kleintjes (deel 2, 3e dr., 1923), blz. 7-8.

Kriebel gaf twee kinderliedboekjes uit, bestemd voor de jongste doelgroep (tot ong. 6 jaar): Voor onze kleintjes (dl. 1 in 1902; en dl. 2 in ca. 1905). Deze bevatten samen 76 liedjes. Deels heeft zij hierin bestaande versjes op muziek gezet, deels schreef zij zelf de liedteksten. Beide bundels werden meerdere malen herdrukt.
Enkele liedjes hieruit werden overgenomen in andere verzamelbundels, waardoor ze ruimere verspreiding kenden. De liedjes 'Wij hebben twee kleine poesjes met pootjes zo zacht als fluweel' (haar tekst en muziek) en 'Hansje en Hansjepop wandelen rond' (enkel muziek van haar hand) werden opgenomen in de vaak herdrukte bundel Kun je nog zingen, zing dan mee! Voor jonge kinderen (1912).
Kriebel ontwierp ook een blokkendoos voor de fröbelschool. Het ging om tien blokjes van verschillende vormen, die in elkaar passend konden worden opgeborgen in een kistje met een schuifdeksel. Een exemplaar bevindt zich in de collectie van het Museum Rotterdam.
Henriëtte Kriebel overleed in het St. Franciscus Gasthuis te Rotterdam, in de leeftijd van 52 jaar.

## Uitgaven
- Voor onze kleintjes, deel 1 (1902)
- Voor onze kleintjes, deel 2 (ca. 1905)